# Dorothy Benham
Dorothy Kathleen Benham (Edina, 11 dicembre 1955) è una modella statunitense, eletta Miss America nel 1977.

## Biografia
Figlia di Archie e Mary Dorothy Tuomi Benham, la Benham ha una sorella e due fratelli.
Dopo la vittoria del titolo, la Benham è comparsa in alcune produzioni di Broadway, ed in alcuni programmi televisivi su Crystal Cathedral. Il 26 maggio 1978, ha sposato Russell Anderson, con il quale ha avuto quattro figli, Adam, Russell, Ben e Mia. Il 31 dicembre 1991, ha sposato Michael McGowan con il quale ha a vuto altri due figli, Madeline e Richard. On August 28, 2001, she married her current husband Paul Shoemaker.